# Club Joventut de Badalona 1993-1994
Questa voce raccoglie le informazioni riguardanti il Club Joventut de Badalona nelle competizioni ufficiali della stagione 1993-1994.

## Stagione
La stagione 1993-1994 del Club Joventut de Badalona è la 38ª nel massimo campionato spagnolo di pallacanestro, la Liga ACB.

## Roster
Aggiornato al 15 novembre 2020.
| 7 Up Joventut Badalona 1993-94 | 7 Up Joventut Badalona 1993-94 |
| Giocatori                      | Staff tecnico                  |
| ------------------------------ | ------------------------------ |

| N. | Naz.                                       | Ruolo | Nome                 | Anno | Alt.   | Peso   |  |
| -- | ------------------------------------------ | ----- | -------------------- | ---- | ------ | ------ |  |
| 4  | Spagna (bandiera)                          | AP    | Dani Pérez           | 1969 | 198 cm |        |  |
| 5  | Spagna (bandiera)                          | P     | Rafael Jofresa       | 1966 | 183 cm | 81 kg  |  |
| 6  | Spagna (bandiera)                          | P     | Tomás Jofresa        | 1970 | 184 cm | 80 kg  |  |
| 8  | Spagna (bandiera)                          | G     | Jordi Villacampa (C) | 1963 | 196 cm | 90 kg  |  |
| 9  | Stati Uniti (bandiera)                     | PG    | John Morton          | 1967 | 190 cm | 82 kg  |  |
| 9  | Stati Uniti (bandiera)                     | AG    | Dyron Nix            | 1967 | 201 cm | 95 kg  |  |
| 10 | Stati Uniti (bandiera)                     | AC    | Corny Thompson       | 1960 | 203 cm | 102 kg |  |
| 11 | Stati Uniti (bandiera)                     | A     | Tony Dawson          | 1967 | 198 cm | 100 kg |  |
| 12 | Spagna (bandiera)                          | C     | Juan Antonio Morales | 1969 | 211 cm | 111 kg |  |
| 13 | Spagna (bandiera)                          | C     | Ferrán Martínez      | 1968 | 212 cm | 110 kg |  |
| 14 | Spagna (bandiera)                          | C     | Alfonso Albert       | 1973 | 211 cm |        |  |
| 15 | Stati Uniti (bandiera) · Spagna (bandiera) | AP    | Mike Smith           | 1963 | 198 cm |        |  |
|    | Spagna (bandiera)                          | P     | Iván Corrales        | 1974 | 182 cm | 78 kg  |  |

| Allenatore |
| - Željko Obradović                                                                                                |
| Assistente/i |
| - Joaquín Forteza - Josep Maria Izquierdo - Zoran Miočinović Legenda - (C) Capitano - (IN) Inattivo - Infortunato |

## Mercato

### Sessione estiva
| Acquisti | Acquisti    | Acquisti | Acquisti   | Acquisti |
| R.a      | Nome        | da       | Modalità   |          |
| -------- | ----------- | -------- | ---------- | -------- |
| A        | Tony Dawson | Cholet   | definitivo |          |

| Cessioni | Cessioni    | Cessioni         | Cessioni       | Cessioni |
| R.       | Nome        | a                | Modalità       |          |
| -------- | ----------- | ---------------- | -------------- | -------- |
| AG       | Chris Jent  | Columbus Horizon | fine contratto |          |
| C        | Joe Kopicki |                  | ritirato       |          |

### Dopo l'inizio della stagione
| Acquisti | Acquisti    | Acquisti             | Acquisti      | Acquisti   |
| R.       | Nome        | da                   | Data          | Modalità   |
| -------- | ----------- | -------------------- | ------------- | ---------- |
| PG       | John Morton | Rapid City Thrillers | dicembre 1993 | definitivo |
| AG       | Dyron Nix   | Roch. Renegade       | marzo 1994    | definitivo |

| Cessioni | Cessioni    | Cessioni             | Cessioni     | Cessioni       |
| R.       | Nome        | a                    | Data         | Modalità       |
| -------- | ----------- | -------------------- | ------------ | -------------- |
| PG       | John Morton | Rapid City Thrillers | gennaio 1994 | fine contratto |